# Amniso

Principales yacimientos minoicos de Creta, con la ubicación de Amniso en la costa septentrional.

Amniso o Amnisos (en lineal B, A-mi-ni-so; en griego: Αμνισός) fue una antigua ciudad y puerto del norte de la isla griega de Creta, ubicado unos 7 km al este de la ciudad de Heraclión. Cuenta con importantes yacimientos arqueológicos minoicos, situados en el área de la colina de Palaiochora. 

## Historia

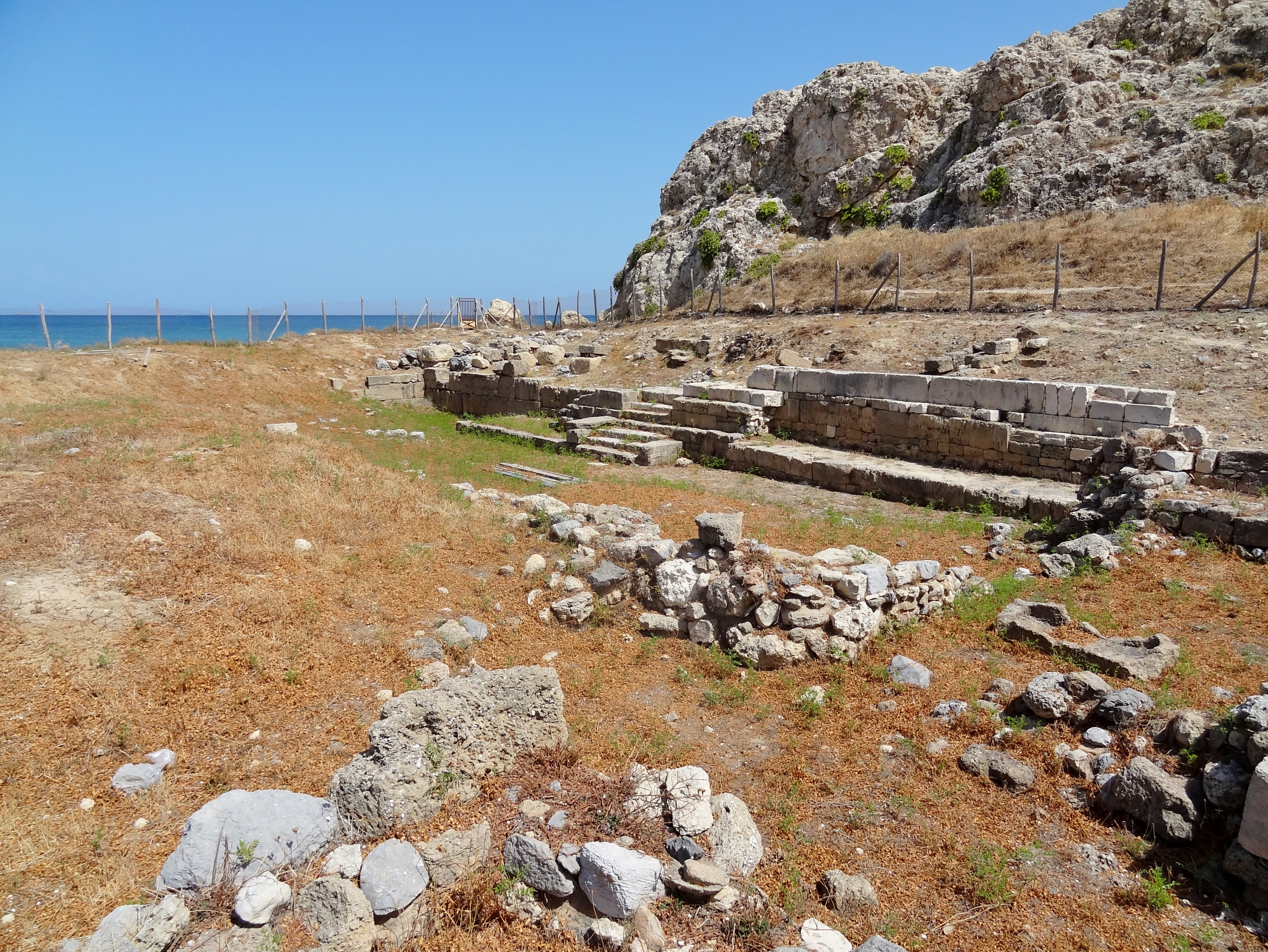
Restos del santuario de Zeus Tenatas de Amniso.

Los yacimientos más antiguos datan del siglo XIX a. C.. La llamada Villa de los lirios fue destruida por el fuego hacia el 1500 a. C., pero otros complejos estuvieron habitados hasta cerca del 1200 a. C. Aparece documentada en las tablillas micénicas de lineal B con el nombre de A-mi-ni-so. En una de las tablillas aparece asociada con la diosa Ilitía (E-re-u-ti-ja en lineal B), asociación que se mantiene en fuentes literarias clásicas.
Es mencionada por Homero en la Odisea, donde señala que allí se encontraba la gruta de Ilitía. Pausanias indica que una tradición cretense decía que Ilitía había nacido en Amniso, que pertenecía al territorio de Cnosos. Durante el período griego arcaico, siglo VII a. C., se edificó el santuario de Zeus Tenatas, que existió hasta el siglo II. Luego, la zona fue abandonada hasta la época veneciana.

## Yacimiento arqueológico

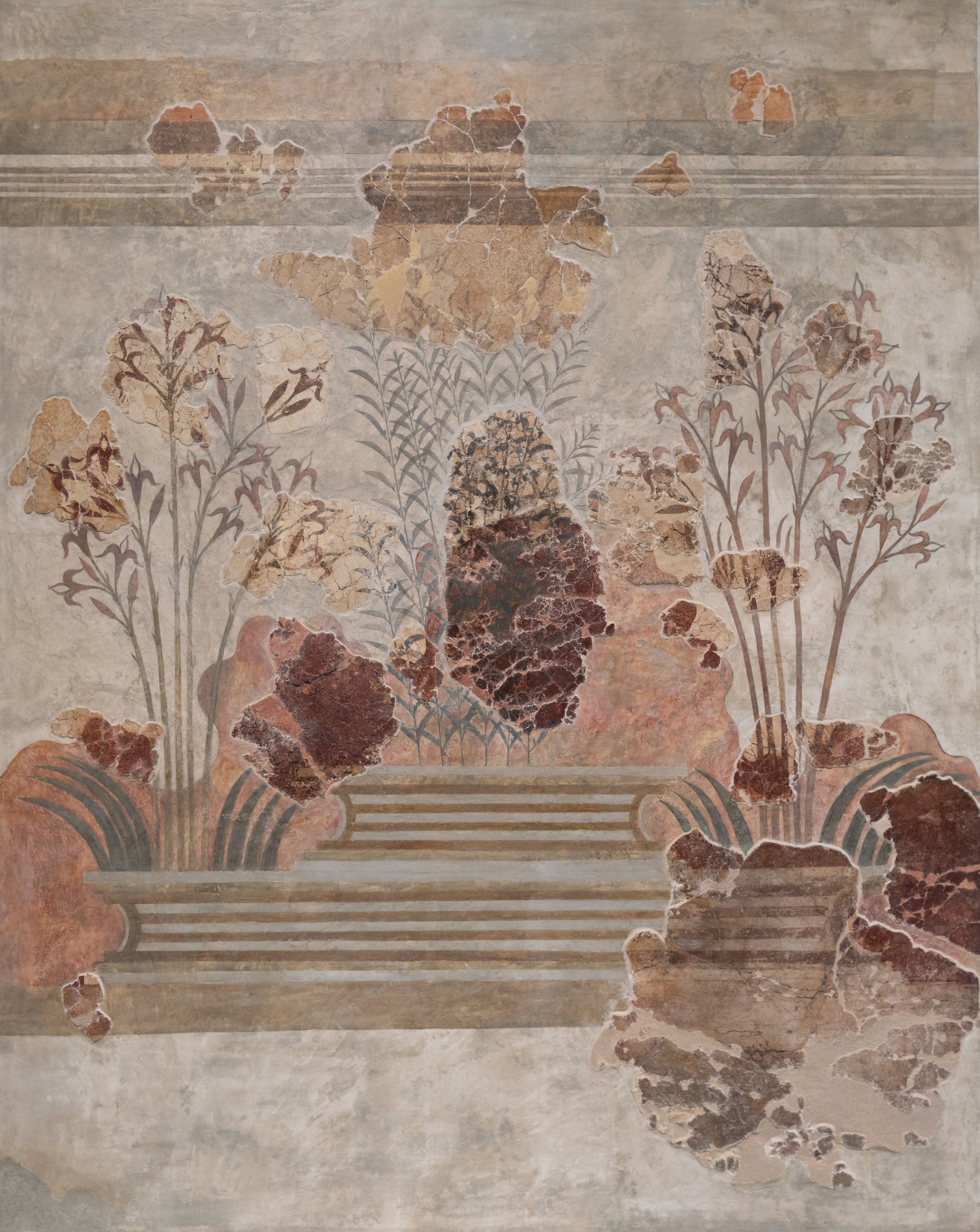
Pintura procedente de la Villa de los lirios de Amniso. Museo Arqueológico de Heraclión.

Amniso fue excavada por Spyridon Marinatos entre 1929 y 1938, y luego por Stylianos Alexiou, entre 1983 y 1985. Los edificios fueron limpiados y restaurados por el Instituto arqueológico de la Universidad de Heidelberg, bajo dirección de Jorg Schaefer.
Los lugares principales son:
- La Villa de los lirios, una villa minoica con corredores empedrados, polythyra, altar, cocina y habitaciones decoradas con murales que representan lilas.
- El Santuario de Zeus Tenatas, en la colina de Palaiochora, que tiene un períbolo rodeando un altar circular. Se puede ver una pared del periodo minoica cerca del santuario.
- El Edificio del Megaron, que está dividido en dos cámaras separadas por un muro de partición, que todavía se utilizaba hacia el 1400 a. C.
- El Complejo E, establecimiento minoico al oeste de la colina de Palaiochora, una de cuyas partes quedó cubierta por el mar; el área conservada está dividida en dos alas: la oriental con almacenes, y la occidental, con un altar y otras dependencias.
- El Complejo F, también al oeste de la colina de Palaiochora, está formado por un conjunto de habitaciones irregulares, donde se almacenaban ánforas; un pequeño templo, o similar, y un lugar abierto.
- Casas del período veneciano en Mosovouni, destruidas al final de la ocupación otomana.